# كلارك بيترز
كلارك بيترز (بالإنجليزية: Clarke Peters)‏ هو كاتب ومغني ومخرج وممثل أمريكي، ولد في 7 أبريل 1952 بنيويورك في الولايات المتحدة. من الجوائز التي نالها جائزة المسرح العالمي سنة 1999 وLaurence Olivier Award for Best Family Show ‏ سنة 1991.

## أعمال

### أفلام
- (1986) مونا ليزا
- (2008) ضخم
- (2008) مارلي وأنا[8][9]
- (2014) جون ويك[10][11]
- (2017) ثلاث لوحات خارج إيبينغ، ميزوري[12]

### مسلسلات
- جاسوس لندن
- ذا واير

## جوائز وترشيحات
جوائز
- جائزة المسرح العالمي (1999)
- Laurence Olivier Award for Best Family Show [الإنجليزية]‏ (1991)

ترشيحات
- جائزة توني عن فئة أفضل كتاب مسرحية موسيقية [الإنجليزية]‏ (1992)
- Laurence Olivier Award for Best Actor in a Musical [الإنجليزية]‏ (1996)
- Laurence Olivier Award for Best Actor in a Musical [الإنجليزية]‏ (1999)
- Laurence Olivier Award for Best Actor in a Musical [الإنجليزية]‏ (2007)
- جائزة إيميج عن فئة أفضل ممثل مساعد في مسلسل درامي [الإنجليزية]‏ (2013)

## وصلات خارجية
- كلارك بيترز على موقع IMDb (الإنجليزية)
- كلارك بيترز على موقع ألو سيني (الفرنسية)
- كلارك بيترز على موقع ميوزك برينز (الإنجليزية)
- كلارك بيترز على موقع أول موفي (الإنجليزية)
- كلارك بيترز على موقع قاعدة بيانات برودواي على الإنترنت (الإنجليزية)
- كلارك بيترز على موقع قاعدة بيانات الأفلام السويدية (السويدية)
- كلارك بيترز على موقع إن إن دي بي (الإنجليزية)
- كلارك بيترز على موقع أول ميوزيك (الإنجليزية)
- كلارك بيترز على موقع ديسكوغز (الإنجليزية)
- كلارك بيترز على موقع قاعدة بيانات الفيلم (الإنجليزية)